# Sandvikselva
Sandvikselva i Bærum kommun, Akershus i Norge är en flod som bildas där Lomma och Isielva möts. Floden mynnar ut i Oslofjorden vid Kadettangen i Sandvika.